# Traming
Traming ist eine Ortschaft in der Gemeinde Weitensfeld im Gurktal im Bezirk St. Veit an der Glan in Kärnten. Die Ortschaft hat 15 Einwohner (Stand 1. Jänner 2024).

## Lage
Traming liegt linksseitig im Gurktal, im Norden der Gemeinde Weitensfeld, etwa 2 km Luftlinie bzw. gut 6 Straßenkilometer nordwestlich von Zweinitz.
Zur Ortschaft gehört die Rotte Traming, bestehend aus Ragossnighube (Nr. 1), Moser (Nr. 2) und Kerschbaumer (Nr. 3), früher befand sich hier auch Feichtinger.  400 m südöstlich davon befindet sich der Hof Neubauer (Nr. 7 und Nr. 8), einen Kilometer weiter südlich liegt der Hof Kräuter (Kreuter, Nr. 6). Der Ort liegt an der Grenze der Katastralgemeinden Thurnhof und Altenmarkt: die Häuser Nr. 1 und 6 liegen in der Katastralgemeinde Altenmarkt, die übrigen Häuser in der Katastralgemeinde Thurnhof.

## Geschichte
1172 wird der Ort als Tramnich urkundlich genannt, 1200 als Tremnik. In der ersten Hälfte des 13. Jahrhunderts erscheinen die de Dremich als Ministerialen der Kirche.
Ab Gründung der Ortsgemeinden Mitte des 19. Jahrhunderts war der Ort zunächst zwischen zwei Gemeinden aufgeteilt und bestand somit aus zwei Ortschaften: die Ortschaft Traming in der Gemeinde Gurk umfasste die in der Katastralgemeinde Thurnhof liegenden Höfe von Traming; die Ortschaft Traming in der Gemeinde Weitensfeld umfasste damals nur die in der Katastralgemeinde Altenmarkt liegenden Höfe von Traming.
1871 trat die Gemeinde Gurk die Katastralgemeinden Thurnberg und Zweinitz an die Gemeinde Weitensfeld ab, somit gehörte der gesamte Ort Traming dann zur Gemeinde Weitensfeld.
Bei der Kärntner Gemeindestrukturreform von 1973 kam Traming an die damals neu errichtete Gemeinde Weitensfeld-Flattnitz, bei deren Auflösung 1991 wieder zur Gemeinde Weitensfeld im Gurktal.

## Bevölkerungsentwicklung
Für die Ortschaft ermittelte man folgende Einwohnerzahlen:
- 1869: 8 Häuser, 55 Einwohner (davon 5 Häuser, 47 Einwohner in der damaligen Gemeinde Weitensfeld, 3 Häuser und 8 Einwohner in der damaligen Gemeinde Gurk)[4]
- 1880: 7 Häuser, 60 Einwohner[5]
- 1890: 9 Häuser, 46 Einwohner[6]
- 1900: 7 Häuser, 37 Einwohner[7]
- 1910: 6 Häuser, 50 Einwohner[8]
- 1923: 6 Häuser, 43 Einwohner[9]
- 1934: 47 Einwohner[10]
- 1961: 5 Häuser, 43 Einwohner[11]
- 2001: 5 Gebäude (davon 5 mit Hauptwohnsitz) mit 5 Wohnungen; 17 Einwohner und 0 Nebenwohnsitzfälle; 5 Haushalte; 0 Arbeitsstätten, 4 land- und forstwirtschaftliche Betriebe[12]
- 2011: 6 Gebäude, 20 Einwohner, 6 Haushalte, 0 Arbeitsstätten[13]
- 2021: 6 Gebäude, 18 Einwohner, 6 Haushalte, 3 Arbeitsstätten[14]